# The Kinks
The Kinks (en español, "perversiones, manías, torceduras") fue una banda inglesa de rock formada en 1963 en Muswell Hill, al norte de Londres, por los hermanos Ray y Dave Davies, considerada una de las bandas de rock más influyentes de la década de 1960. Surgió durante el apogeo del R&B británico y el Merseybeat, y fueron brevemente parte de la invasión británica de los Estados Unidos hasta su prohibición de giras en 1965. Su tercer sencillo "You Really Got Me", escrito por Ray Davies, se convirtió en un éxito internacional, encabezó las listas en el Reino Unido y alcanzó el Top 10 en los Estados Unidos.
La música de The Kinks se basó en una amplia gama de influencias, incluidos inicialmente el R&B estadounidense y el rock and roll, y luego adoptó el music hall británico, el folk y el country. La banda se ganó la reputación de reflejar la cultura y el estilo de vida ingleses, impulsada por el ingenioso estilo de escritura observacional de Ray Davies, y se hizo evidente en álbumes como Face to Face (1966), Something Else (1967), The Village Green Preservation Society (1968), Arthur (1969), Lola Versus Powerman (1970) y Muswell Hillbillies (1971), junto con los sencillos que lo acompañan, incluido el éxito transatlántico "Lola" (1970). Después de un período de descanso a mediados de la década de 1970, la banda experimentó un renacimiento a fines de esa década y a principios de la siguiente, con sus álbumes Sleepwalker (1977), Misfits (1978), Low Budget (1979), Give the People What They Want (1981) y State of Confusion (1983), el último de los cuales produjo uno de los éxitos estadounidenses más exitosos de la banda, "Come Dancing". Además, grupos como Van Halen, the Jam, the Knack, the Pretenders y the Romantics hicieron versiones de sus canciones, ayudando a impulsar a que The Kinks batiera récord de ventas. En la década de 1990, Blur y Oasis, entre otros, mencionaron a la banda como una gran influencia.
Ray Davies (guitarra rítmica, voz principal, teclados) y Dave Davies (guitarra principal, voz) siguieron siendo miembros durante los 33 años de la banda. En 1984, el miembro con más años de servicio Mick Avory (batería y percusión) fue reemplazado por Bob Henrit, antes miembro de Argent. El bajista original Pete Quaife fue reemplazado por John Dalton en 1969. Después de la partida de Dalton en 1976, Andy Pyle se desempeñó brevemente como bajista de la banda antes de ser reemplazado por Jim Rodford bajista de Argent en 1978. El teclista de sesión Nicky Hopkins acompañó a la banda en el estudio durante muchas de sus grabaciones a mediados y finales de la década de 1960. La banda se convirtió en un quinteto oficial en 1970, cuando se les unió el teclista John Gosling. Gosling renunció en 1978; primero fue reemplazado por el ex-Pretty Things Gordon Edwards, y luego de manera más permanente por Ian Gibbons en 1979. La banda dio su última actuación pública en 1996 y se separó en 1997 como resultado de la tensión creativa entre los hermanos Davies.
The Kinks han tenido cinco sencillos Top 10 en la lista estadounidense Billboard. Nueve de sus álbumes figuraron en el Top 40. En el Reino Unido, han tenido diecisiete sencillos Top 20 y cinco álbumes Top 10. Cuatro álbumes de Kinks han sido certificados de oro por la RIAA y la banda ha vendido 50 millones de discos en todo el mundo. Entre numerosos honores, recibieron el Premio Ivor Novello por "Servicio destacado a la música británica". En 1990, los cuatro miembros originales de los Kinks fueron incluidos en el Salón de la Fama del Rock and Roll, así como en el Salón de la Fama de la Música del Reino Unido en noviembre de 2005. En 2018, después de años de descartar una reunión debido a la animosidad de los hermanos y la difícil relación entre el baterista veterano Mick Avory y Dave, Ray y Dave Davies finalmente anunciaron que estaban trabajando para reformar The Kinks, con Avory también a bordo. Sin embargo, los comentarios hechos por cada uno de los hermanos Davies en 2020 y 2021 indicarían que en los años transcurridos desde el anuncio inicial, se ha avanzado poco (si es que se ha hecho alguno) hacia una reunión real de Kinks para un nuevo álbum de estudio de la banda.

## Historia

### Formación (1962 - 1963)

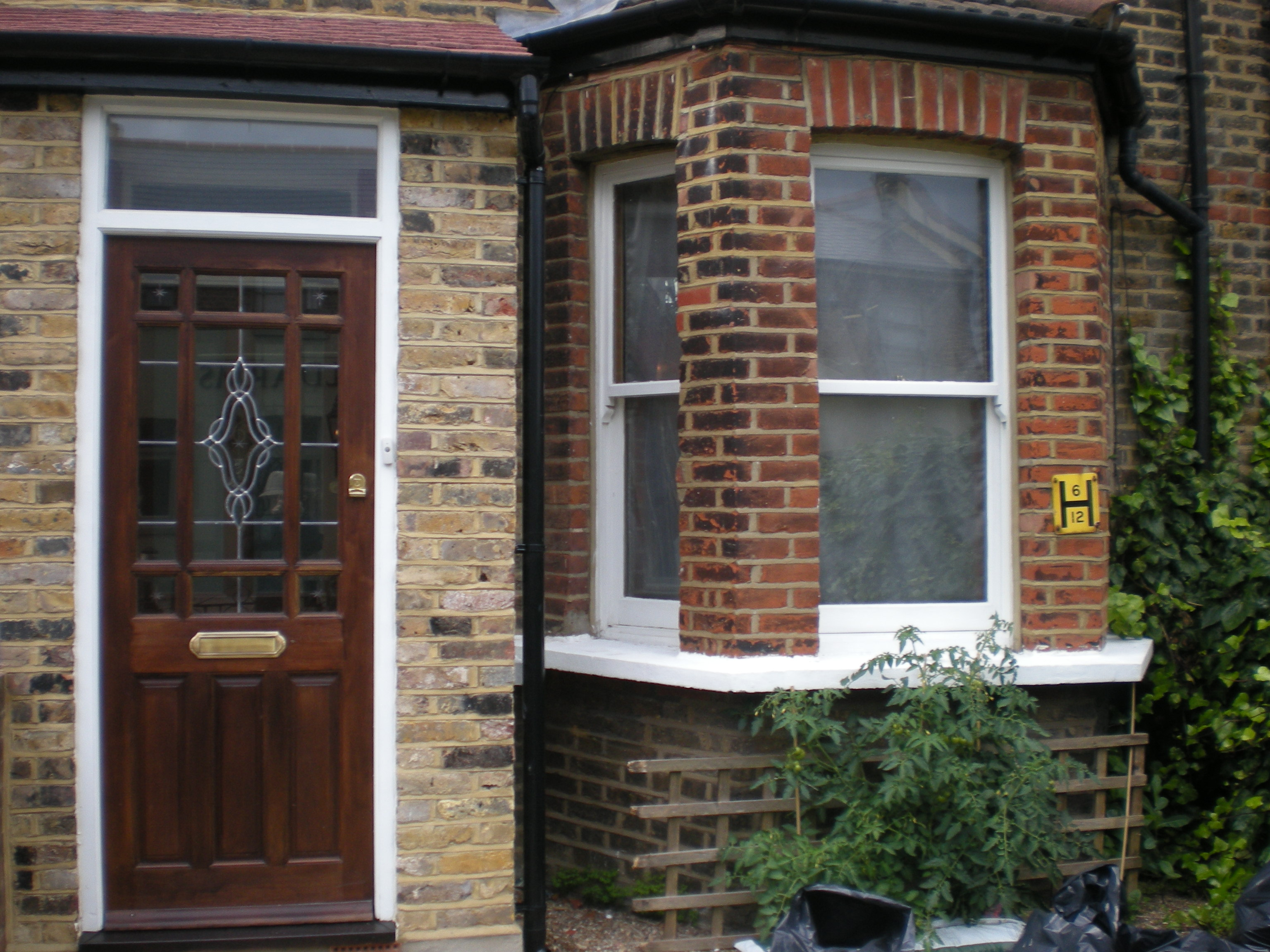
El 6 de Denmark Terrace, casa donde los hermanos Davies vivieron durante su infancia

Nacidos en los suburbios del norte de Londres, en Huntingdon Road, East Finchley, los hermanos Davies kerry fueron los más pequeños y los únicos varones de los ocho hijos de la familia. Sus padres, Frederick y Annie Davies, se mudaron poco después de que nacieron al número 6 de Denmark Terrace, Fortis Green, en el barrio vecino Muswell Hill. En su hogar, existían variados estilos musicales que iban desde el music hall de la generación de sus padres hasta el jazz y el rock and roll que escuchaban sus hermanas mayores. Estas experiencias musicales, centradas en las fiestas nocturnas celebradas en el salón de la casa, causaron una profunda impresión en los hermanos Davies. Thomas Kitts comentó: «La influencia de esas fiestas en The Kinks [...] es notable. Consciente o inconscientemente, [en el escenario] parecía como si Ray quisiera recrear las fiestas del sábado por la noche en la poblada casa de su familia, con todo el caos, cerveza y cantos a coro». Ray y su hermano Dave, casi tres años más joven, aprendieron a tocar la guitarra e interpretaban skiffle y rock and roll juntos.
Los hermanos asistían a la William Grimshaw Secondary Modern School (más tarde fusionada con la Fortismere School), donde formaron una banda, el Ray Davies Quartet, junto con su amigo y compañero de clase Pete Quaife y el amigo de este último, John Start. La buena acogida de su debut en un baile escolar animó al grupo a tocar en pubs y bares locales. La banda tuvo numerosos vocalistas, entre ellos Rod Stewart, otro estudiante de la misma secundaria que cantó con el grupo al menos en una ocasión a principios de 1962. Este último formó rápidamente su propio grupo, Rod Stewart and the Moonrakers, que se convirtió en una banda rival para Ray Davies Quartet. A fines de 1962, Ray Davies dejó su casa para estudiar en el Hornsey College of Arts. Sus intereses abarcaban campos como el cine, el dibujo, el teatro y géneros musicales como el jazz y el blues. Ganó experiencia como guitarrista en la banda Dave Hunt Band de Soho, un grupo de músicos profesionales que tocaban jazz y R&B. Davies abandonó pronto sus estudios y regresó a Muswell Hill, donde los hermanos y Quaife retomaron la vieja banda, tocando bajo diversos nombres, incluyendo The Pete Quaife Band, The Boo-Weevils y The Ramrods, hasta que adoptaron temporalmente el nombre The Ravens.
La incipiente agrupación contrató a dos mánager, Grenville Collins y Robert Wace, y más adelante el anteriormente cantante de pop Larry Page, que se convirtió en el tercero. El productor estadounidense Shel Talmy comenzó a trabajar con la banda y se contrató al promotor de The Beatles, Arthur Howes, para programar las actuaciones en directo de la banda. El grupo trató infructuosamente de audicionar para varias discográficas hasta principios de 1964, cuando Talmy les consiguió un contrato con Pye Records. Durante este período se unió a la banda un nuevo baterista, Mickey Willet, quien, sin embargo la abandonó poco antes de que la agrupación firmara el contrato. The Ravens invitó a Mick Avory a reemplazarlo tras ver un anuncio en Melody Maker que había publicado. Avory tenía experiencia como baterista de jazz y había actuado una vez en un concierto con la banda recién creada Rolling Stones.
En este período, The Ravens se escogió un nuevo nombre, que sería permanente: The Kinks. Se han dado numerosas explicaciones sobre su origen. Según la interpretación de Jon Savage, «necesitaban algo ingenioso, algo para llamar la atención. Aquí estaba: la "perversión" (en inglés: «Kinkiness»): algo novedoso, gamberro pero justo en el límite de lo aceptable. Al adoptar el nombre Kinks en aquella época, estaban participando en un ritual clásico del pop: la fama a través del escándalo». El mánager Robert Wace relató su versión de la historia: «Tenía un amigo [que] pensaba que el grupo era bastante divertido. Si mis recuerdos son correctos, pensó el nombre simplemente como una idea, como una buena forma de obtener publicidad. [...] Cuando comentamos [a los miembros del grupo] el nombre, se [...] horrorizaron por completo. Dijeron "¡No nos vamos a llamar los pervertidos!"». La versión de Ray Davies se contradice con la de Wace: Davies afirmó que el nombre lo acuñó Larry Page y hacía referencia a su sentido tan «pervertido» o «retorcido» (kinky) de la moda. Davies citó a Page al decir: «Con la forma en que se ven y la ropa que usan, deben llamarse The Kinks». Davies afirmó: «En verdad, nunca me ha gustado el nombre».

### Comienzos
El primer sencillo de la banda fue una versión de la canción de Little Richard «Long Tall Sally», para la cual se le pidió a un amigo del grupo, Bobby Graham, que tocara la batería. Graham continuaría sustituyendo de forma ocasional a Avory y tocaría dicho instrumento en varios de los primeros sencillos de The Kinks. «Long Tall Sally» se lanzó en febrero de 1964, pero pese a los esfuerzos publicitarios de los mánager de la banda, el sencillo pasó casi completamente desapercibido. Cuando su segundo sencillo, «You Still Want Me», no logró ingresar en las listas de venta, Pye Records amenazó con anular su contrato si el tercero no tenía éxito.
«You Really Got Me» se lanzó en agosto de 1964 y gracias al impulso que le dio una interpretación en directo en el programa televisivo de la cadena ITV llamado Ready Steady Go!, alcanzó rápidamente el primer puesto en las listas de venta del Reino Unido. Importada por el sello Reprise Records, también ingresó en el Top 10 de Estados Unidos. El riff fuerte y distorsionado de guitarra —conseguido gracias a una raja que hizo Dave Davies en el cono del altavoz de su amplificador Elpico (llamado por la banda el «pequeño amplificador verde»)— dio a la canción su toque distintivo. Extremadamente influyente en el garage rock de Estados Unidos, «You Really Got Me» se ha descrito como «una canción prototipo en el repertorio del hard rock y el heavy metal». Poco después de su lanzamiento, el grupo grabó la mayoría de las pistas de su primer álbum, llamado simplemente Kinks, que consistía mayoritariamente en versiones de temas de otros artistas y canciones tradicionales recicladas. Se lanzó el 2 de octubre de 1964 y alcanzó el puesto número cuatro en el Reino Unido. El cuarto sencillo del grupo, «All Day and All of the Night», otra canción original de hard rock, se lanzó tres semanas después y llegó al segundo puesto en el Reino Unido, así como al séptimo en Estados Unidos. Los siguientes sencillos, «Set Me Free» y «Tired of Waiting for You», también tuvieron éxito comercial y el último llegó al puesto más alto de la UK Singles Chart.

#### Giras, «See My Friends» yKinda Kinks

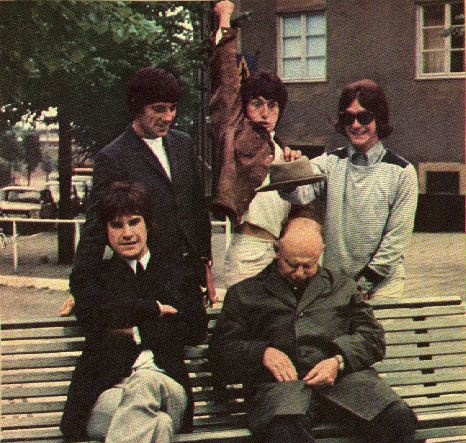
The Kinks, divirtiéndose en una gira por Suecia en 1965.

The Kinks hizo su primera gira por Australia y Nueva Zelanda en enero de 1965 dentro de un programa que también incluía a las bandas Manfred Mann y The Honeycombs. También encabezaron otras giras programadas con artistas como The Yardbirds y Mickey Finn. Las tensiones comenzaron a surgir entre la banda y se manifestaron en incidentes como una pelea entre Avory y Dave Davies en el escenario del Capitol Theatre de Cardiff, Gales, el 19 de mayo. Tras finalizar la primera canción, «You Really Got Me», Davies insultó a Avory y pateó la batería. Avory respondió pegándole con su hi hat y lo dejó inconsciente antes de huir del escenario, con temor de haberlo matado. Se llevaron a Davies a la Cardiff Royal Infirmary, donde le pusieron diecicéis puntos de sutura en la cabeza. Para tranquilizar a la policía, Avory afirmó más tarde que se trataba de un nuevo espectáculo donde los integrantes de la banda se arrojaban los instrumentos entre sí. Tras una gira por Estados Unidos a mitad de año, la Federación Estadounidense de Músicos revocó sus permisos para realizar conciertos allí por los siguientes cuatro años, lo que los eliminó del mercado principal del rock en el apogeo de la invasión británica. Aunque ni The Kinks ni el organismo dieron una razón específica para la prohibición, se la atribuyó a su comportamiento tan rudo en el escenario.
Una pausa en Bombay durante la gira del grupo por Australia y Asia llevó a Ray Davies a componer la canción «See My Friends», lanzada en julio de 1965. Este fue uno de los primeros ejemplos de la música crossover y una de las primeras canciones de pop en manifestar influencias de la música tradicional hindú. En su autobiografía, X-Ray, Davies comentó que se inspiró para componer «See My Friends» tras escuchar las canciones de los pescadores locales durante un paseo matutino:

«Recuerdo haberme despertado, haber ido a la playa y ver a todos esos pescadores viniendo en mi dirección. Los escuché cantar al principio y luego sus vocess se acercaron un poquito y pude apreciar que eran pescadores sacando sus redes. Cuando llegué a Australia compuse muchas canciones y particularmente esta».

El historiador de la música Jonathan Bellman afirma que la canción fue «extremadamente influyente» entre sus colegas musicales: «Y mientras que se le ha dado mucha importancia a "Norwegian Wood" de Beatles por ser la primera canción pop en emplear un sitar, se grabó mucho después de que The Kinks lanzara su claramente hindú "See My Friends"». Pete Townshend, de la banda británica The Who, se vio afectado particularmente por la canción: «"See My Friends" fue la siguiente vez que paré las orejas y pensé: "Dios, lo hizo otra vez, inventó algo nuevo". Ese fue el primer uso razonable de [aquel] zumbido —mejor, mucho mejor que nada que The Beatles hicieran y mucho, mucho antes—. Era un sonido más europeo que oriental, pero con una fuerte y legítima influencia oriental que tenía sus raíces en la música folclórica europea». En una declaración que se ha citado mucho, Barry Fantoni, una celebridad de la década de 1960 y amigo de Kinks, The Beatles y The Who, comentó que [la canción] también influyó en los Beatles: «La recuerdo vivamente y aún pienso que es una notable canción de pop. Estaba con The Beatles la tarde en que se sentaron a escucharla en un tocadiscos [y] dijeron: "¿Sabes? Esa guitarra suena como un sitar, debemos conseguir uno de esos"». La ruptura excesiva del sencillo con la música popular convencional la hizo poco popular en Estados Unidos: alcanzó el número 11 en el Reino Unido, mientras que allí solo llegó al puesto 111.
Las sesiones de grabación del nuevo proyecto del grupo, Kinda Kinks, comenzaron muy pronto, al día siguiente de su regreso de Asia. Según Ray Davies, la banda no estaba satisfecha con el resultado final, pero debido a la presión de la discográfica no hubo tiempo de solucionar los defectos de la mezcla. Davies expresó más tarde su insatisfacción con el disco, diciendo: «Se tendría que haber tenido un poco más de cuidado. Creo que [el productor] Shel Talmy fue demasiado rápido en tratar de pulir las asperezas. Algunas de las pistas quedaron espantosas. Tenía mejores canciones que el primer álbum, pero no se produjo de la forma adecuada, se hizo con demasiadas prisas».

#### Cambio de estilo
Se hizo evidente un cambio de estilo a finales de 1965 con sencillos como «A Well Respected Man» y «Dedicated Follower of Fashion», como también con el tercer álbum del grupo, The Kink Kontroversy, en cuyas sesiones el músico Nicky Hopkins hizo su primera presentación con el grupo como teclista. Estas grabaciones ejemplificaron la evolución del estilo de composición de Davies, que iba desde temas de hard rock a canciones ricas en comentario social, en observaciones y en el estudio de personajes idiosincráticos, con un regusto inglés único. El sencillo satírico «Sunny Afternoon» fue su mayor éxito del verano de 1966, alcanzando la cima de las listas de venta y desplazando a «Paperback Writer», de The Beatles. Antes del lanzamiento de Kink Kontroversy, Ray Davies sufrió una crisis nerviosa y física debido a la presión de las giras, de componer y las disputas legales que llevaban a cabo. Durante sus meses de recuperación, compuso muchas nuevas canciones y reflexionó sobre la dirección de la banda. Quaife tuvo un accidente automovilístico y, tras su recuperación, decidió dejar el grupo hacia 1966. El bajista John Dalton lo reemplazó hasta que Quaife regresó a fines de ese año.
«Sunny Afternoon» fue un ensayo de cara al álbum Face to Face, que mostraba la creciente habilidad de Davies para dar forma a canciones amables pero de narrativa cortante acerca de la vida cotidiana y la gente. Hopkins retomó las sesiones con el grupo tocando diversos instrumentos de teclado, incluyendo el piano y el clavecín. Tocó en los siguientes dos álbumes de estudio del grupo y se presentó en una actuación grabada para la BBC antes de unirse a The Jeff Beck Group en 1968. El siguiente sencillo, una pieza de comentario social, «Dead End Street», se lanzó al mismo tiempo que Face to Face y llegó al Top 10 en el Reino Unido, aunque únicamente alcanzó el puesto 73 en los Estados Unidos. El investigador Johnny Rogan la describió como «un drama doméstico sin el drama, una visión estática del estoicismo de las clases trabajadoras». Se produjo para la canción uno de los primeros vídeos promocionales. Se filmó en Little Green Street, un pasaje del siglo XVIII en el norte de Londres, localizado cerca de Highgate Road en Kentish Town.

### Época dorada (1967–1972)

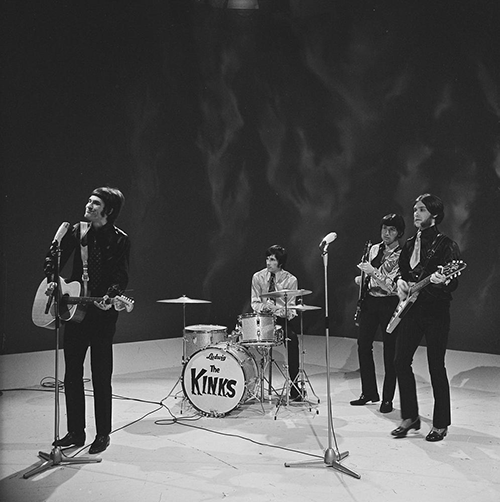
The Kinks, durante una actuación en un programa televisivo en 1967.

El siguiente sencillo de The Kinks, «Waterloo Sunset», se lanzó en mayo de 1967. La letra describe a dos amantes pasando por un puente y consiste en una historia narrada por un observador que habla de la pareja, el río Támesis y la estación de Waterloo. Se rumoreó que la canción se había inspirado en el romance entre dos celebridades británicas de la época, los actores Terence Stamp y Julie Christie. Ray Davies lo negó en su autobiografía y afirmó en una entrevista de 2008: «Era una fantasía sobre mi hermana yéndose con su novio a un nuevo mundo, iban a emigrar a otro país». Pese a su complejo arreglo, las sesiones para «Waterloo Sunset» duraron solamente diez horas; Dave Davies comentó luego sobre la grabación: «Pasamos mucho tiempo tratando de obtener un nuevo sonido de guitarra, para dar una sensación única al tema. Al final usamos un efecto de eco, pero sonaba novedoso porque nadie lo había hecho desde la década de 1950. Recuerdo que Steve Marriott, de Small Faces, vino y nos preguntó de dónde habíamos sacado ese sonido. Estuvimos casi de moda por un tiempo». El sencillo fue uno de los éxitos más grandes del grupo en el Reino Unido; alcanzó el número dos en la lista de Melody Maker y se convirtió en uno de sus temas más populares y conocidos. El crítico musical Robert Christgau la llamó «la canción más bella en inglés» y el editor del portal Allmusic Stephen Thomas Erlewine la citó como «probablemente la canción más hermosa de la era del rock and roll».

#### Something Else by The Kinks
Las canciones del álbum de 1967 Something Else By The Kinks continuaron la progresión musical de Face to Face y se añadieron influencias de music hall al sonido del grupo. Dave Davies logró un gran éxito en las listas británicas con el tema «Death of a Clown». A pesar de haber sido coescrita con Ray Davies y grabada por The Kinks, también se lanzó como un sencillo solista de Dave Davies. Sin embargo, la repercusión comercial del disco fue en general decepcionante, lo que hizo que The Kinks se apresurase a lanzar un nuevo sencillo, «Autumn Almanac» a principios de octubre. Con «Mr. Pleasant» como lado B, el sencillo se transformó en otro éxito dentro del Top 5. Andy Miller señala que, pese a su éxito, marcó un punto de inflexión en la carrera del grupo —sería su último ingreso en el Top 10 del Reino Unido durante tres años—: «Retrospectivamente, "Autumn Almanac" marcó la primera señal de problemas para The Kinks. Este glorioso sencillo, uno de los mayores logros del pop británico de la década de 1960, se criticó mucho en su tiempo por ser demasiado similar a los intentos previos de Davies». Nick Jones de Melody Maker se preguntaba: «¿No sería hora de que Ray dejase de componer sobre ciudadanos grises de los suburbios que viven sus rutinas cotidianas carentes de emoción? [...] Ray trabaja con una fórmula, no con un sentimiento y eso se está volviendo bastante aburrido». El disc jockey Mike Ahern la llamó «un montón de basura del pasado». El segundo sencillo de Dave Davies en solitario, «Susannah's Still Alive», se lanzó en el Reino Unido el 24 de noviembre. Vendió una modesta cantidad de 59 000 copias, pero no llegó al Top 10. Miller afirma que «hacia el fin de aquel año, The Kinks estaba rápidamente pasando de moda».
A partir de 1968, la banda dejó de hacer giras y se concentró en el trabajo de estudio. Como no podían promocionar su nuevo material, las ventas posteriores tuvieron menos éxito. El siguiente sencillo de Kinks, «Wonderboy», lanzado en la primavera de 1968, se ubicó en el número 36 y fue el primero que no alcanzó el Top 20 en el Reino Unido desde sus versiones de temas de otros artistas. Pese a esto, se volvió la canción favorita de John Lennon, cantante de The Beatles. Según Ray Davies: «Alguien había visto a John Lennon en una discoteca pidiendo al disc jockey que pasara "Wonder Boy" [sic.] una y otra vez». Sin embargo, la opinión de la banda sobre el tema era negativa; Pete Quaife afirmó más tarde: «La odiaba, [...] era horrible». Pese a la pérdida de popularidad del grupo, Davies continuó desarrollando su estilo tan personal de composición a la vez que se rebelaba contra la fuerte presión para que compusiera un éxito comercial. La banda siguió dedicándole tiempo a su trabajo en el estudio y se centró en un proyecto de Ray Davies llamado Village Green. En un intento de aumentar el rendimiento comercial de The Kinks, su equipo de gestión les programó una gira en abril para alejarlos del estudio. Los lugares de presentación fueron mayoritariamente cabarets y discotecas y quien encabezaba la gira era la banda de Peter Frampton The Herd. Andy Miller comentó al respecto: «En general, los quinceañeros no estaban allí para ver a los viejos y aburridos Kinks, quienes a veces debían soportar los gritos de "¡Queremos a The Herd!" durante sus breves presentaciones». La gira resultó ser agotadora y estresante; Pete Quaife dijo: «Fue un trabajo rutinario, muy tedioso, aburrido y simple. [...] Solo lo hacíamos veinte minutos, pero me solía volver completamente frenético, estar parado en el escenario tocando tres notas una y otra vez». Hacia fines de junio, The Kinks lanzó el sencillo «Days)», que representó un regreso del grupo, pero solo fue momentáneo. Ray Davies afirmó: «Recuerdo que la pasé cuando estaba en Fortis Green cuando tuve una cinta del tema». «Se la mostré a Brian, nuestro roadie, y a su esposa y sus dos hijas. Lloraron en el final de la canción. Realmente maravilloso, como ir a Waterloo y mirar la puesta de sol. [...] Es como decir adiós a alguien, sintiendo luego el temor que te produce saber que en realidad estás solo». «Days» llegó al número 12 en el Reino Unido y fue un éxito que ingresó al Top 20 de muchos otros países, pero no figuró en las listas de Estados Unidos.

#### The Kinks Are the Village Green Preservation Society
Finalmente, su segundo álbum, The Kinks Are the Village Green Preservation Society, se lanzó a finales de 1968 en el Reino Unido. Con una temática sobre las ciudades inglesas y la vida en las campiñas, se compone de canciones escritas y grabadas en los dos años anteriores. Los críticos de rock ingleses y estadounidenses lo recibieron con reseñas positivas en forma casi unánime, pero no tuvo gran cantidad de ventas. Una de las causas de esto fue la falta de un sencillo popular. No se incluyó la moderadamente exitosa «Days»; se puso a la venta «Starstruck» en Norteamérica y Europa continental, pero no tuvo éxito comercial. Pese a este bajo desempeño comercial, Village Green —el nombre original del proyecto se adoptó como abreviatura del título entero del álbum— fue bien recibido por la prensa del rock alternativo cuando salió a la venta en enero de 1969 en Estados Unidos, donde The Kinks comenzó considerarse una banda de culto. En Village Voice, el recién contratado Robert Christgau lo llamó «el mejor álbum del año hasta ahora». El periódico de Boston Fusion publicó una reseña donde se afirmaba: «The Kinks continúa, contra viento y marea, pese la mala prensa y su probado destino, saliendo adelante. [...] Su persistencia se dignifica, sus virtudes son estoicas. The Kinks es para siempre; solo por ahora [sus integrantes están vestidos] con un traje moderno». Sin embargo, el disco no escapó a las críticas negativas. En el periódico universitario California Tech, un escritor comentó que se trataba de «música sentimentaloide [...], carente de imaginación, con arreglos pobres y [es] una pobre copia de Beatles». Aunque solo vendió aproximadamente cien mil copias a nivel mundial en su lanzamiento inicial, se convirtió desde entonces en el álbum original de The Kinks más vendido. El álbum continúa siendo popular; en 2004 se lo puso otra vez a la venta en una edición de lujo con tres CD y una de sus pistas, «Picture Book» se utilizó en un comercial de Hewlett-Packard, lo que ayudó a expandir su popularidad considerablemente.

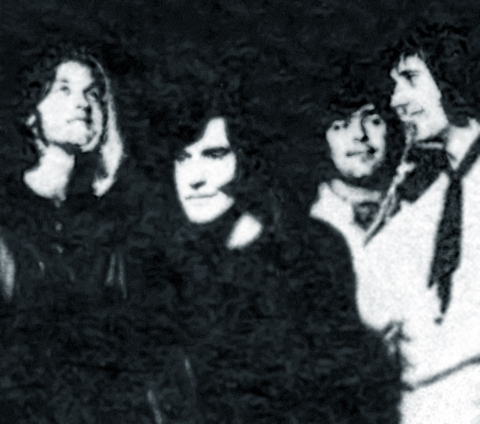
Con el recién contratado John Dalton en 1969. De izquierda a derecha: Dave Davies, Ray Davies, Dalton, Mick Avory.

A comienzos de 1969, Quaife comentó su decisión de abandonar la banda. El resto de los integrantes no se tomaron la aseveración en serio, hasta que el 4 de abril apareció un artículo en New Musical Express en el que se hablaba de la nueva banda de Quaife, Maple Oak, formada por el mismo sin habérselo comunicado al resto de The Kinks. Ray Davies le rogó que volviese para las sesiones de grabación del nuevo disco, pero Quaife se negó. Davies decidió llamar a John Dalton, quien ya había sustituido a Quaife en el pasado. Dalton seguiría con la banda hasta 1977, poco después del lanzamiento de Sleepwalker.
Ray Davies viajó a Los Ángeles, California, en abril de 1969, para ayudar a negociar el final de la prohibición de que pudiesen tocar en Estados Unidos impuesta por la American Federation of Musicians. Una vez solucionado el asunto, los representantes de la banda comenzaron a hacer planes para una inminente gira estadounidense, en parte para ayudar a restablecer su posición en la música mainstream del país. Antes de su regreso a Estados Unidos, The Kinks grabó Arthur (Or the Decline and Fall of the British Empire), que al igual que sus dos anteriores trabajos, estaba basado en letras y ganchos musicales típicamente ingleses. A pesar de su poco éxito comercial, la crítica musical estadounidense elogió el disco. Concebido como banda sonora de una telenovela que nunca llegó a emitirse, gran parte del mismo trata sobre temas relacionados con la niñez de los hermanos Davies y el haber sido niño durante la Segunda Guerra Mundial. The Kinks se embarcó en su gira estadounidense en octubre de 1969. La gira fue en general un fracaso, debido a los esfuerzos de la banda para encontrar promotores cooperativos y una audiencia interesada en ellos; muchos de los conciertos previstos tuvieron que ser cancelados. A pesar de todo, la banda consiguió tocar en algunas salas emblemáticas de la escena underground, como Fillmore East y Whisky A Go Go.

#### Lola Versus Powerman and the Moneygoround, Part One
A comienzos de 1970 se unió a la formación el teclista John Gosling. Hasta la fecha, Nicky Hopkins, junto a Ray, se habían encargado conjuntamente de grabar todas las partes de teclado. En mayo, Gosling debutó con The Kinks en la canción «Lola», relato de un confuso encuentro romántico con un travesti, que ingresó al Top 10 tanto el Reino Unido como en Estados Unidos y ayudó a The Kinks a volver a la escena pública. La letra de la versión original contenían la palabra «Coca-Cola», lo que hizo que la BBC se negara a emitir la canción, dado que consideró que violaba su política de publicidad por emplazamiento. Esto llevó a que Ray Davies regrabase parte del tema a toda prisa y cambiara la indeseada palabra por la más genérica cherry cola, aunque que en sus conciertos continuaron usando «Coca-Cola». El álbum Lola Versus Powerman and the Moneygoround, Part One, que acompañaba el sencillo, se lanzó al mercado en noviembre de 1970 y fue un éxito tanto comercial como de crítica. Ingresó en el Top 40 en Estados Unidos y fue el álbum más exitoso del grupo en ese país desde mediados de los años 1960. Después del éxito de «Lola», lanzaron Percy en 1971, banda sonora que acompaña a la película homónima sobre un trasplante de pene. El disco, que consiste en gran medida en temas instrumentales, no recibió muy buenas críticas. La discográfica de la banda en Estados Unidos, Reprise, rehusó lanzarlo en ese país y se produjo así una disputa que terminó en que la banda abandonara el sello. Inmediatamente después del lanzamiento del disco, los contratos de la banda con Pye y Reprise expiraron.

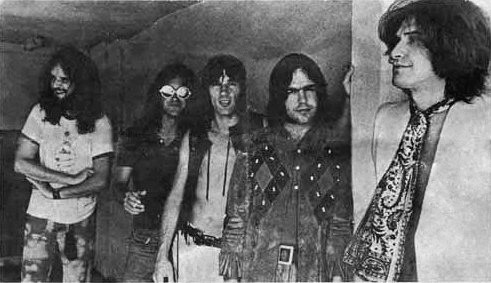
The Kinks en 1971. De izquierda a derecha: John Gosling, Dave Davies, Mick Avory, John Dalton y Ray Davies.

#### Muswell Hillbillies
Antes de finalizar 1971, The Kinks firmó un contrato con RCA Records para lanzar cinco álbumes, por lo cual recibieron un adelanto de un millón de dólares, dinero que utilizaron en parte para construir su propio estudio de grabación, Konk. Su debut para RCA, Muswell Hillbillies, está repleto de influencias del music hall y de estilos musicales tradicionales de Estados Unidos, como el country y el bluegrass. A menudo se lo considera como uno de sus mejores discos, a pesar de que no tuvo tanto éxito como sus predecesores. Su título es debido al lugar de nacimiento de los Davies en Muswell Hill y contiene canciones que hablan sobre la vida de la clase obrera y los problemas del mundo moderno, tal como el alcoholismo (Alcohol), la obesidad (Skin and Bone), la monotonía de la vida diaria (Oklahoma U.S.A.) y, una vez más, de la niñez de los Davies, retratada en temas como "Have a Cuppa Tea", que tiene un estilo musical más reminente a los Kinks de la década de los 60s.
El álbum también contiene una de sus comúnmente catalogadas mejores canciones, 20th Century Man, una canción con influencias del folk rock y el country. La letra toca varios temas como la pobreza, desarrollo de viviendas, alienación, estado de bienestar y otros problemas del mundo moderno. Muswell Hillbillies, a pesar de recibir reseñas positivas y venir precedido de grandes expectativas, solo llegó al puesto número 48 en la lista Record World y al 100 de la lista Billboard.

#### Everybody's in Show-Biz
En 1972 le siguió un álbum doble llamado Everybody's in Show-Biz, que consiste en un disco de estudio y otro con temas en directo grabados en dos noches en el Carnegie Hall. En el disco se encuentra la balada «Celluloid Heroes» y la canción con influencia caribeña «Supersonic Rocket Ship», que sería su último sencillo en ingresar al Top 20 en el Reino Unido durante más de una década. «Celluloid Heroes» es una reflexión agridulce sobre la muerte de estrellas de Hollywood en que el narrador declara que le gustaría que su vida fuese como una película, «porque los héroes del celuloide nunca sienten dolor [...] y los héroes del celuloide en realidad nunca mueren». El álbum tuvo un éxito razonable en Estados Unidos y llegó al puesto número 47 en Record World y al 70 en la lista Billboard. Este trabajo marca la transición entre el material de rock de principios de los años 1970 y la encarnación histriónica en que se vieron inmersos en los siguientes cuatro años.

### Encarnación histriónica (1973–1976)

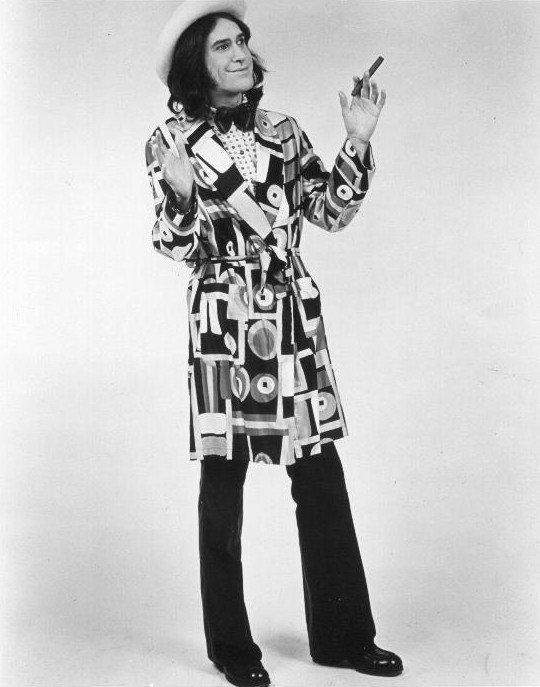
Ray Davies caracterizado como Mr. Flash, el antihéroe de su serie Preservation. El enemigo y rival de Flash es Mr. Black (encarnado por Dave durante las actuaciones), un ultra-purista y corporativista.

En 1973, Ray Davies comenzó a adoptar un estilo más teatral, que se manifestó con la ópera rock Preservation, una crónica de revolución social, y una ambiciosa consecuencia de su anterior obra dedicada a los valores de la clase media, Village Green Preservation Society. Además del proyecto Preservation, la formación de The Kinks se amplió para incluir instrumentos de viento y cantantes de respaldo, fundamentalmente para reconfigurar la banda y convertirla en una compañía de teatro.
Los problemas conyugales de Ray Davies durante este período comenzaron a afectar a la banda, en especial después de que su esposa, Rasa, lo abandonara en junio de 1973 y se llevara consigo a sus hijos. Davies entró en una depresión que culminó en un ataque de pánico en público en un concierto en julio de 1973 en el White City Stadium. Según la reseña del concierto hecha por la revista Melody Maker, comenzó a maldecir y comentar que estaba harto de todo. Al final del concierto, mientras sonaba música pregrabada por el sistema de PA, declaró que abandonaba el grupo. La revista Sounds dijo que Ray parecía estar «demacrado y enfermo» cuando besó a Dave Davies «gentilmente en la mejilla, antes de soltar la bomba». Posteriormente, Ray se desplomó debido a una sobredosis de drogas y fue llevado al hospital. Dave comentó después sobre el incidente:

Dios, fue horrible. Eso fue cuando Ray quiso matarse. Pensé que tenía un aspecto un poco raro después del espectáculo, lo que no sabía es que se había tomado un bote entero de pastillas de aspecto raro recetadas por un psiquiatra. Fue una mala época. Ray de repente anunció que iba a terminar con todo. Eran los tiempos en que su primera esposa le había abandonado. Le había abandonado y se había llevado a sus hijos en su cumpleaños [de Ray], solo para retorcerle un poco más la hoja del cuchillo. Creo que se tomó las pastillas antes del concierto. Le comenté casi al final que se estaba comportando un poco raro. Yo no sabía lo que había pasado. Recibí una llamada diciéndome que estaba en el hospital. Recuerdo que cuando llegué al hospital ya le habían hecho un lavado de estómago y que la cosa no pintaba bien.

Con Ray Davies, en una condición aparentemente crítica, se discutió sobre la posibilidad de que Dave Davies pudiese seguir como «líder» llegado el caso. Finalmente, Ray superó la enfermedad y la depresión, a pesar de que durante el resto de la encarnación teatral de The Kinks, las actuaciones de la banda fueron irregulares y su popularidad, que ya había disminuido, descendió incluso más. John Dalton comentó después que cuando Davies «decidió volver al trabajo, no creo que estuviese totalmente recuperado, y que desde entonces ha sido una persona distinta».
A finales de 1973 lanzaron Preservation Act 1, que recibió reseñas generalmente negativas, mientras que su secuela, Preservation Act 2, apareció en mayo de 1974 y fue recibida de forma similar. Fue el primer disco grabado en Konk Studio; desde aquí en adelante, prácticamente todos los álbumes de The Kinks fueron producidos por Ray Davies en Konk. The Kinks se embarcó en una ambiciosa gira por Estados Unidos a finales de 1974 y en ella adaptaron la historia central de Preservation para su puesta en escena. El musicólogo Eric Weisbard dijo: «[Ray] Davies expandió a The Kinks y le sumó una compañía teatral de quizá unos doce actores, cantantes y músicos disfrazados [...] Más suave y prolija que en el disco, la presentación en vivo de Preservation también era más graciosa».
Poco después Davies comenzó un proyecto musical para Granada Television, Starmaker. Después de una emisión en la que aparecía Ray Davies como actor principal y The Kinks como banda de apoyo y actores secundarios, el proyecto finalmente se convirtió en el álbum conceptual The Kinks Present a Soap Opera, lanzado en mayo de 1975. En él, Davies fantasea sobre lo que ocurriría si una estrella del rock se convierte en un «tipo normal» y tuviese un trabajo de nueve a cinco. En agosto de 1975, grabaron lo que sería su último trabajo con tintes teatrales, Schoolboys in Disgrace, una biografía del antiguo Mr. Flash de los discos de Preservation. El disco tuvo un modesto éxito y llegó al puesto número 45 de la lista Billboard. Tras la finalización de su contrato con RCA, The Kinks firmó con Arista Records en 1976. Con el aliento de los directivos de Arista volvieron a la banda de cinco integrantes y volvieron a ser un grupo de arena rock. Durante este período, una versión de su canción «You Really Got Me» interpretada por Van Halen ingresó en el Top 40 y su posterior álbum debut, Van Halen, que incluía dicha versión, se posicionó en el puesto número 19 del Billboard. Esto logró estimular el resurgimiento comercial de The Kinks.

### Vuelta al éxito comercial (1977–1985)

#### Sleepwalker

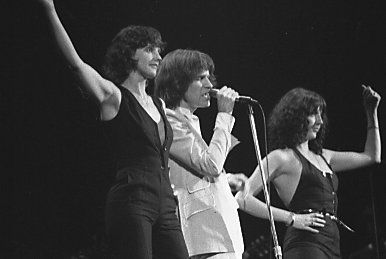
Ray Davies y coristas en el Maple Leaf Gardens, Toronto, el 29 de abril de 1977.

John Dalton abandonó el proyecto antes de terminar las sesiones de grabación del álbum debut para Arista Records. Para finalizar dichas sesiones contrataron a Andy Pyle, quien también les acompañó en la posterior gira de promoción. Sleepwalker, lanzado en 1977, marcó el regreso de la banda al éxito comercial y llegó a ubicarse en el puesto número 21 de las listas del Billboard. Poco después de su lanzamiento y la grabación del siguiente disco, Misfits, Andy Pyle y el teclista John Gosling abandonaron el grupo para trabajar juntos en un nuevo proyecto. Dalton volvió para acabar la gira y se unió al grupo el exmiembro de The Pretty Things Gordon John Edwards. Lanzaron Misfits, el segundo disco de la banda con Arista en mayo de 1978, que incluye su exitoso Top 40 en Estados Unidos, "A Rock 'n' Roll Fantasy", que ayudó a que el disco fuese un nuevo éxito para la banda. Dalton abandonó en forma definitiva la agrupación al finalizar su gira por Gran Bretaña y Gordon John Edwards le siguió poco después. Para la grabación de Low Budget se unió a la banda el exbajista de Argent Jim Rodford, mientras que Ray Davies se ocupó de las secciones de teclado. Para la siguiente gira contrataron al antiguo teclista de Life, Ian Gibbons, quien pronto se convirtió en miembro permanente del grupo. A pesar de todos los cambios de formación, la popularidad de las grabaciones de la banda y de sus actuaciones en directo siguió en aumento.
A finales de la década de 1970 muchas bandas grabaron versiones de canciones de The Kinks, como The Jam («David Watts»), The Pretenders («Stop Your Sobbing», «I Go to Sleep») o The Knack («The Hard Way»), hecho que ayudó a crear interés del público en las nuevas producciones de la banda. En 1978 el primer sencillo de Van Halen fue una versión de «Yo Really Got Me» que entró en el Top 40 estadounidense y más adelante también versionaron «Where Have All the Good Times Gone», otra canción de The Kinks. El sonido hard rock de Low Budget, lanzado en 1979, ayudó a que se convirtiese en el segundo disco de oro de The Kinks, además de convertirlo en el disco del grupo que más alto llegó en las listas estadounidenses, donde se posicionó en el número once. En 1980 produjeron su tercer álbum en directo, One for the Road junto con un vídeo con el mismo título. Esto aumentó la popularidad de sus conciertos a su máximo esplendor, que duraría hasta 1983. Dave Davies también aprovechó el momento de éxito para llevar a cabo sus deseos de lanzar álbumes solistas. El primero de ellos fue el epónimo Dave Davies de 1980. El disco también es conocido por su número de catálogo «AFL1-3603» debido a su portada, que muestra a Dave Davies con una chaqueta que porta un código de barras que incluye el número. En 1981 produjo otro disco en solitario, menos exitoso que el anterior, Glamour.

#### Give the People What They Wanty resurgimiento
El siguiente disco de The Kinks, Give the People What They Want, se lanzó a finales de 1981 y llegó al puesto número 15 de las listas estadounidenses de éxitos. Recibió un disco de oro y contiene el exitoso sencillo «Better Things», además de «Destroyer», un gran éxito en la lista Mainstream Rock. Para promocionar el disco, The Kinks pasó el final de 1981 y la mayor parte de 1982 de gira y agotaron las localidades en Australia, Japón, Inglaterra y Estados Unidos. La gira culminó con una actuación en el US Festival de San Bernardino, California, ante un público estimado de 205 000 personas. En la primavera de 1983, la canción «Come Dancing» se convirtió en su mayor éxito en Estados Unidos desde «Tired of Waiting for You», que llegó al número seis de las listas, además de convertirse en el primero en entrar en el Top 20 británico desde 1972, llegando al puesto número 12. El álbum, del que se extrajo State of Confusion, también fue un éxito comercial y llegó al puesto número 12 en Estados Unidos, a pesar de que, al igual que todos sus álbumes desde 1967, no llegó a entrar en las listas británicas. Otro sencillo extraído del disco, «Don't Forget to Dance» alcanzó el Top 30 en Estados Unidos.

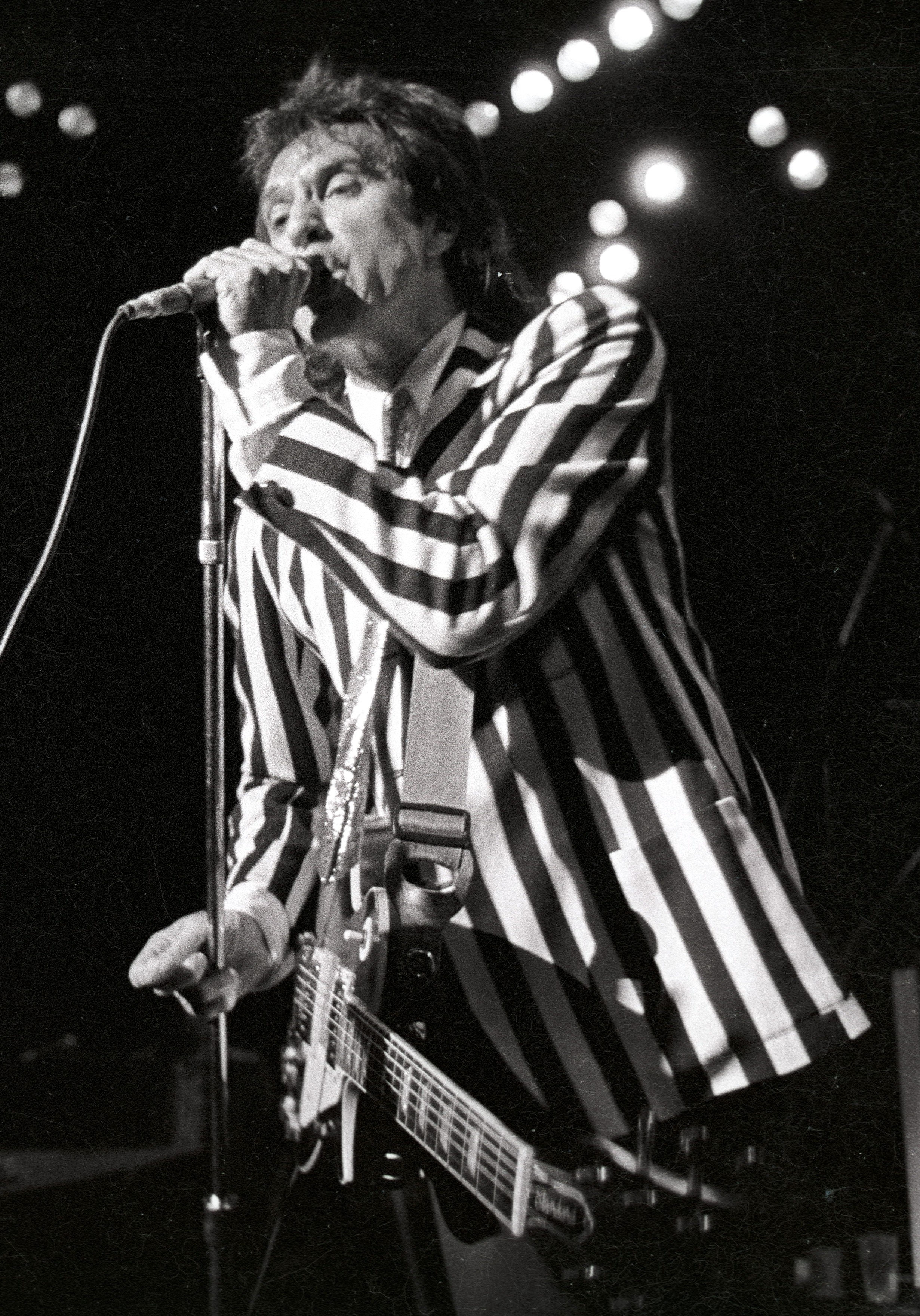
Ray Davies en Bruselas, 1985, momento en que comenzó a menguar la popularidad de la banda.

La segunda oleada de popularidad de The Kinks llegó a su momento álgido con State of Confusion, pero pronto comenzó a diluirse, cosa que ocurrió también con sus contemporáneos británicos como The Rolling Stones y The Who. Durante el segundo semestre de 1983 Ray Davies comenzó a trabajar en un ambicioso proyecto filmográfico, Return to Waterloo, que trata de un hombre de la periferia londinense que sueña con ser un asesino en serie. Tim Roth consiguió aquí uno de sus primeros papeles protagonistas. Las obligaciones de Ray Davies para escribir, dirigir y musicalizar el trabajo hicieron que creciese la tensión con su hermano Dave. Otro de los problemas fue el tormentoso final de la relación entre Ray Davies y Chrissie Hynde. También resurgió la vieja enemistad entre Dave Davies y el batería Mick Avory, por lo que finalmente Davies se negó a trabajar con él y llamó al antiguo batería de la banda Argent Bob Henrit para sustituirle. Ray Davies, quien mantenía una buena relación con Avory, le puso al mando de Konk Studios, por lo que aún participó en posteriores discos de The Kinks como productor y músico de sesión.
Entre la finalización de Return to Waterloo y la partida de Avory, la banda comenzó a trabajar en el disco Word of Mouth, el último que producirían con Arista, lanzado en noviembre de 1984. El baterista colaboró en tres de sus canciones, mientras que Henrit y una caja de ritmos tocaron el resto. Muchas de las canciones también aparecen en la banda sonora de Ray Davies Return to Waterloo. La pista principal de Word of Mouth, «Do it Again», se lanzó al mercado como sencillo en abril de 1985 y llegó a posicionarse en el número 41 de la lista de sencillos de Estados Unidos, siendo este el último sencillo de la banda en entrar en la lista Billboard.
Junto con el lanzamiento del disco, se publicaron los tres primeros libros sobre The Kinks. The Kinks: The Official Biography, de Jon Savage, consiste en largas entrevistas con los miembros del grupo. No obstante, poco antes de su lanzamiento, Ray Davies intentó evitar su publicación en tres ocasiones. The Observer afirmó que «la primera vez objetó el texto, a pesar de haberlo aprobado previamente. Después hubo una amenaza de querella judicial debido a las objeciones sobre ciertas fotografías. Después hubo una curiosa demanda de £50 000 sobre los permisos para utilizar algunas letras de canciones». Todas estas amenazas se desestimaron y finalmente se publicó el libro. Poco después salieron a la venta The Kinks Kronikles, escrito por el crítico de rock John Mendelsohn, quien anteriormente compiló y escribió los comentarios para un recopilatorio homónimo lanzado en 1972; y The Kinks—The Sound And The Fury (en Estados Unidos se llamó The Kinks—A Mental Institution), de Johnny Rogan.

### Disminución de popularidad y separación (1986–1996)
A comienzos de 1986, la banda firmó un contrato con MCA Records en Estados Unidos y con London Records en el Reino Unido. El primero de sus discos para estas discográficas, Think Visual, lanzado ese mismo año, tuvo un éxito razonable y llegó al puesto 81 de la lista de ventas de Billboard. Canciones como la balada «Lost and Found» y «Working at the Factory» hablan de la vida de los empleados de una cadena de montaje, mientras que la pista que da título al disco es un ataque a la cultura de videoclip creada por la cadena musical MTV de la que ellos mismos se habían aprovechado hacía una década. Siguieron en 1987 con otro disco en directo, The Road, que tuvo una mediocre recepción de crítica y comercial. En 1989, The Kinks lanzó UK Jive, otro fracaso comercial que estuvo solo en el puesto número 122 durante una única semana. Finalmente MCA Records dejó a The Kinks sin contrato discográfico por primera vez en más de un cuarto de siglo. Poco después, el teclista Ian Gibbons abandonó la agrupación y fue sustituido por Mark Haley.
En 1990, en su primer año de elegibilidad, entraron en el Salón de la Fama del Rock. Mick Avory y Pete Quaife también asistieron a la ceremonia. Sin embargo, esto no ayudó a resucitar la carrera de The Kinks. En 1991, lanzaron un recopilatorio con temas de la época de MCA Records titulado Lost & Found (1986-1989), con el cual zanjaron sus obligaciones contractuales y terminaron definitivamente su relación con la discográfica. Poco después firmaron contrato con Columbia Records y lanzaron el EP de cinco canciones Did Ya en 1991 que, a pesar de contener una nueva versión de estudio del éxito en listas británicas de 1968 «Days», no llegó a entrar en listas.
Para su primer álbum con Columbia, Phobia de 1993, The Kinks volvió a contar con cuatro integrantes. Mark Haley abandonó el grupo poco después de su actuación en el Royal Albert Hall de Londres y fue sustituido por Gibbons para la posterior gira estadounidense. Phobia solo permaneció una semana la lista del Billboard, en el puesto 166; cosa ya habitual en los últimos tiempos para la banda. En el Reino Unido ni siquiera consiguió entrar en listas. Uno de los sencillos, «Only a Dream», casi consigue entrar en las listas británicas, mientras que «Scattered», el candidato a ser el último sencillo del disco, a pesar de ser anunciado como tal y haber sido promocionado en la radio y televisión, en un principio no llegó a las tiendas. Varios meses después aparecieron algunas copias en el mercado de coleccionistas. Columbia rescindió el contrato de The Kinks en 1994. Ese mismo año, la banda lanzó la primera versión de su disco To the Bone, puesto a la venta a través de su propio sello discográfico Konk en el Reino Unido. Este disco acústico en directo se grabó en parte durante la exitosa gira británica entre 1993 y 1994, y en los estudios Konk, ante un reducido número de invitados. Dos años después, la banda relanzó el disco en formato de doble CD en Estados Unidos, manteniendo el título y con dos nuevas canciones de estudio, «Animal» y «To The Bone». También incluye muchos viejos éxitos de la banda reeditados. A pesar de que recibió buenas críticas no llegó a entrar en ninguna de las listas de venta.
A mediados de los años 1990 la banda volvió a ganar cierta notoriedad, primordialmente debido al boom del britpop. Varias de las bandas más importantes del movimiento citaron a The Kinks como influencia. El vocalista de Blur Damon Albarn y el compositor principal de Oasis Noel Gallagher dijeron que The Kinks tuvo un gran impacto en sus composiciones y en su evolución como músicos. Gallagher declaró que The Kinks era su quinta banda favorita de todos los tiempos. A pesar de todos estos elogios y reconocimientos, la viabilidad comercial de la banda siguió descendiendo. Gradualmente comenzaron a trabajar menos y los Davies comenzaron a separarse. Cada uno de ellos lanzó una autobiografía; X-Ray, la autobiografía de Ray se publicó en 1995, mientras que Dave respondió con Kink, editado un año después. The Kinks dio su última actuación a mediados de 1996, cuando el grupo se juntó en el cumpleaños número cincuenta de Dave. El historiador y cronista de The Kinks Doug Hinman afirmó: «El simbolismo del evento es imposible de pasar por alto. La fiesta se celebró en el pub Clissold Arms, el mismo sitio donde comenzaron su carrera musical, en la acera de en frente de su casa de la niñez en Fortis Green, en el norte de Londres».

### Trabajo en solitario y posible reencuentro (desde 1997)

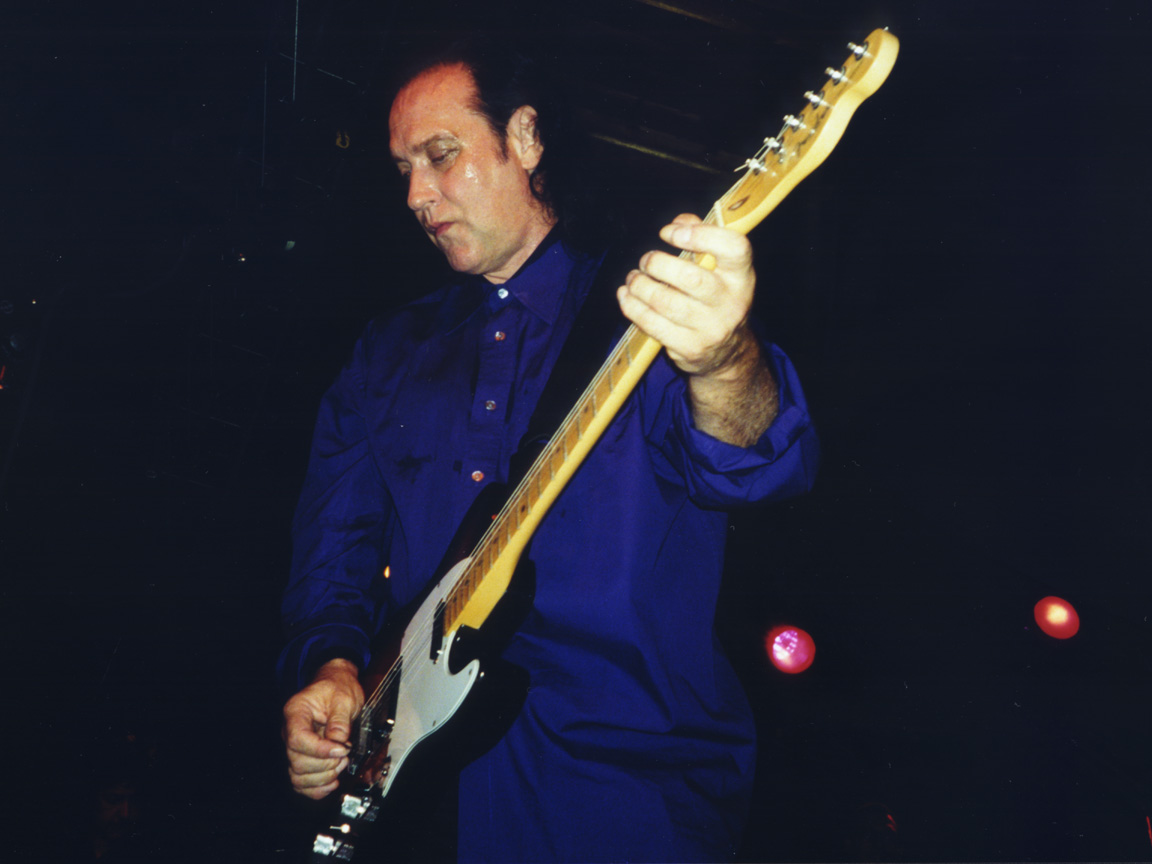
Dave Davies en el Dakota Creek Roadhouse, en 2002.

Posteriormente, los miembros de la banda comenzaron a trabajar en proyectos en solitario, y Ray y Dave publicaron álbumes de estudio solistas. Se habló sobre una posible reunión de The Kinks (incluyendo una abortada reunión de estudio de los miembros originales de la banda en 1999), pero ni Ray ni Dave Davies mostraron interés en volver a tocar juntos. Mientras tanto, los exmiembros John Gosling, John Dalton y Mick Avory se reagruparon en 1994 y comenzaron a tocar junto al guitarrista y cantante Dave Clarke como The Kast Off Kinks.
Ray Davies lanzó su álbum solista Storyteller, una pieza de acompañamiento para X-Ray en 1998. Originalmente escrita dos años antes con un estilo de cabaret, era un homenaje a su antigua banda y su hermano alejado. Revisando posibilidades de programación en su formato de música/diálogo/recuerdos, la cadena de televisión estadounidense de música VH1 puso en marcha una serie de proyectos similares con artistas consagrados del rock titulada VH1 Storytellers. Dave Davies expresó favorablemente sobre una reunión del grupo a principios de 2003, y mientras se acercaba del 40° aniversario del éxito crítico de la banda, los dos hermanos Davies manifestaron su interés en trabajar juntos de nueva cuenta. No obstante, estas esperanzas sobre el posible reencuentro se eliminaron cuando en junio de 2004 Dave sufrió un accidente cerebrovascular al evacuar un elevador, lo cual temporalmente le impidió la capacidad de hablar y de tocar la guitarra. Tras la rehabilitación de Dave, The Kinks fue incluido en el Salón de la Fama del Reino Unido en noviembre de 2005, con la asistencia de los cuatro miembros originales de la banda. El premio fue presentado por el guitarrista y compositor Pete Townshend, de The Who, un fanático de The Kinks de mucho tiempo y amigo de Ray Davies. Dicha incorporación ayudó a estimular las ventas del grupo; en agosto de 2007, un álbum de recopilación de varios éxitos de la carrera de la banda, The Ultimate Collection, alcanzó el número 32 en la lista de Top 100 álbumes del Reino Unido y número uno en la de Álbumes Indie del Reino Unido.
En diciembre de 2007, Record Collector publicó una entrevista con Ray Davies en la que este mencionó «platiqué con Quaife hace como un mes y amablemente quiere hacer otra grabación conmigo. Creo que Dave se está recuperando y Mick todavía sigue tocando. Sería grandioso que regresáramos solamente para observar qué ideas musicales tenemos, y qué podría pasar». Posteriormente, Daily Mail interpretó estos comentarios como una declaración de que una reunión de alineación original de la banda era inminente. Dave Davies rápidamente negó el plan de una reunión. Dave le comentó a un reportero que «sería como un pésimo remake de Night of the Living Dead» y añadió: «Ray ha estado haciendo shows de Karaoke Kinks desde 1996».

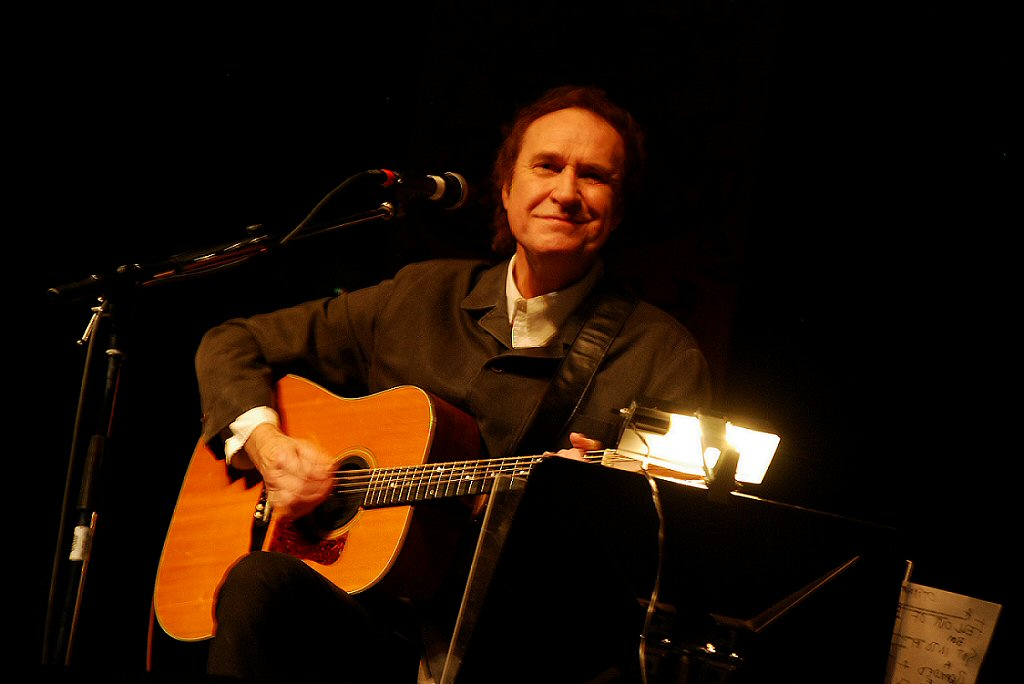
Ray Davies interpretando en Ottawa, en 2008.

En una entrevista en septiembre de 2008 con BBC Radio 4, Ray Davies, acerca de una posible reunión, declaró: «Hay deseos de hacerlo», pero que no participaría si se tratara de un acto de nostalgia: «La cosa que me podría hacer decir 'sí' o 'no' sería que hiciéramos nuevas canciones». También añadió que lo que dificultaba el regreso de la banda era la condición de su hermano en ese entonces, después del accidente. Dos meses después, afirmó a BBC que la banda comenzaba a escribir nuevo material por un posible reencuentro; pero, en cambio, no mencionó quiénes o qué miembros de la banda estaban involucrados en dicha acción. Durante una entrevista transmitida en Biography Channel en diciembre de ese mismo año, Quaife desmintió toda posibilidad de que formaría parte de tal reencuentro. Ese mismo mes, Ray Davies habló de nuevo sobre una nueva posibilidad de tocar al lado de su hermano: «Le sugerí que interpretara en eventos de bajo perfil para que demostrara cuán bueno era tocando. Si volvemos a tocar juntos, no podemos golpear el camino inmediatamente con un gran anuncio a tiempo. [...] Pero, si Dave se siente satisfecho con ello y existe un buen material en el cual trabajar, ocurrirá».
En junio de 2009, Ray Davies afirmó a The Independent que mientras una reunión totalmente emplumada era poco probable, «Continuaré tocando con ex miembros de la banda como Mick Avory de vez en cuando. Con Dave, mucho de eso es psicológico. Le guiaré, y le forzaré y educaré, y cuando llegue la hora supongo que le volveré a gritar». Cuando se le preguntó sobre una posible reunión, de nuevo, Avory señaló: «Una reunión no sería posible con los miembros originales, pues para empezar, debido a la mala salud. Pero sería posible con la Kast Off The Kinks sumando a Ray. En cualquier evento, Ray podría grabar material nuevo. Además tenemos algunos temas antiguos de los años 80». En marzo de 2010, Avory reportó que la banda estaba planeando de lanzar un álbum que contenía material no publicado y nuevo. Indicó además que tuvieron «ocho pistas» listas para dicho álbum, pero que los hermano Davies tenía que arreglar sus diferencias antes de que el proyecto pudiese progresar.
Quaife, que había estado recibiendo diálisis renal durante más de diez años, falleció el 23 de junio de 2010, con 66 años de edad. Dos días después de la muerte del bajista, Dave Davies publicó una declaración en su tablón de anuncios expresando una profunda tristeza al enterarse del fallecimiento de su antiguo compañero, y aclarando que a Quaife «en realidad, nunca se le dio el crédito que merecía por su contribución y participación [con The Kinks]». Ray Davies dedicó su presentación del 27 de junio en el Festival de Glastonbury a Quaife, e interpretó diversas canciones de Quaife cuando este se encontraba con The Kinks, rindiéndole tributo. Asimismo, Davies le comentó al público «No estaría aquí hoy, si no fuera por él».

## Legado
The Kinks es reconocido como uno de los grupos de música rock más importantes e influyentes de los años de 1960. Stephen Thomas Erlewine citó a The Kinks como «una de las bandas más influyentes de la Invasión británica», y el sitio web oficial del Salón de la Fama del Rock manifiesta que «Ray Davies es quizá indiscutiblemente el compositor de rock más culto, ingenioso y perspicaz». Entre los artistas que han basado su influencia en The Kinks se incluyen grupos de punk rock como Balagan, Ramones, The Clash, y The Jam, grupos de heavy metal y música New wave como The Pretenders y Van Halen, y bandas de britpop, tales como Oasis, Blur, y Pulp. Pete Townshend, guitarrista de la banda contemporánea The Who, estuvo influenciado en particular por el sonido de la banda: «Los integrantes de The Kinks fueron [...] de manera quintaesencial ingleses. Siempre pensé que Ray Davies debía de ser algún un día un poeta laureado. Él inventó un nuevo tipo de poesía y un nuevo tipo de lenguaje para escribir pop que me influenció desde el principio». Jon Savage escribió que The Kinks fue una gran influencia para las bandas psicodélicas americanas de los últimos años de la década 1960, "como The Doors, Love y Jefferson Airplane". El musicólogo Joe Harrington ha descrito la influencia de la banda en el desarrollo del hard rock y heavy metal: «'You Really Got Me', 'All Day and All of the Night' y 'I Need You' fueron predecesoras del género de tres acordes entero [...] The Kinks dio mucho apoyo de su parte para convertir el rock 'n' roll (Jerry Lee Lewis) en rock (Led Zeppelin, Black Sabbath, The Stooges)».

## Premios y reconocimientos
The Kinks tuvo cinco sencillos que llegaron a la lista Top 10 de Billboard de Estados Unidos. Nueve de sus álbumes se posicionaron en el Top 40. En el Reino Unido, el grupo tuvo 17 sencillos en el Top 20 junto con cinco álbumes en el Top 10. La RIAA ha certificado cuatro de sus álbumes como discos de oro. Greatest Hits!, publicado en 1965, fue certificado como oro por vender alrededor de $1 000 000 el 28 de noviembre de 1968 –seis días después del lanzamiento de The Kinks Are The Village Green Preservation Society, el cual fracasó en las listas–. La banda no recibiría otro premio de disco de oro sino hasta 1979, con Low Budget; el álbum en vivo de 1980 One For The Road le seguiría poco después, pues sería certificado como oro el 8 de diciembre de 1980. Give The People What They Want, publicado en 1981, recibió su certificación el 25 de enero de 1982, por ventas de 500 000 copias. ASCAP, la poseedora de los derechos de ejecución pública de la música de la banda, presentó a The Kinks con un premio por «Una de las canciones más reproducidas de 1983» por el exitoso sencillo «Come Dancing».
La banda recibió el premio Ivor Novello por «Servicio sobresaliente a la música británica», y en 1990, su primer año de elegibilidad, los cuatro miembros originales de The Kinks fueron incluidos en el Salón de la Fama del Rock, así como en el Salón de la Fama de la Música del Reino Unido en noviembre de 2005.

## Estilo musical
Inicialmente, The Kinks se encontraba en las fronteras de géneros como R&B y blues, pero poco más tarde comenzó a experimentar con sonidos más fuertes del rock y hard rock. Por haber sido una banda pionera en ese campo, frecuentemente sus miembros han sido llamados «los punk originales». Dave Davies se aburrió del estilo de guitarra «limpio» de aquel entonces; en busca de uno sonido más fuerte y mordaz, es famoso el hecho de que rasgó el cono de altavoz de su amplificador Elpico (apodado «el pequeño amplificador verde»): «Empecé a sentirme realmente frustrado [con el sonido del amplificador], y entonces dije: "¡Lo tengo! ¡Te arreglaré!" Conseguí un cuchillo de afeitar Gillette y corté [...] [desde el centro hasta el borde del cono del altavoz] [...] así que quedó todo destrozado, pero aun así, intacto. Toqué y opiné que era increíble». El extraño sonido del amplificador se repitió en el estudio; el Elpico estaba enchufado a un amplificador más potente Vox AC30 y el efecto resultante fue el fundamento de sus primeras canciones; esto es más notorio en «You Really Got Me» y «All Day and All of the Night».
Sin embargo, poco después el grupo abandonó sus tendencias dentro de los géneros R&B y hard rock. Desde 1966 en adelante, The Kinks comenzó a ser conocido por su adhesión hacia tradiciones de la música y cultura inglesa durante un periodo en el que muchas otras bandas británicas desestimaron su patrimonio en favor del blues estadounidense, del R&B y del estilo pop. Ray Davies recordó que en otro momento, en 1965, había decidido apartarse de la escena estadounidense y componer canciones más introspectivas e inteligentes: «Decidí que iba a usar más las palabras y decir cosas. Compuse "A Well Respected Man", esa fue la primera canción que compuse realmente dirigida a las palabras. [...] [También] abandoné todo intento de [hacer estadounidense] mi acento». La fidelidad de The Kinks a los estilos ingleses se fortaleció con la prohibición que le impuso la American Federation of Musicians. La prohibición lo eliminó del mercado de la industria musical estadounidense, el más grande del mundo y lo obligó a centrarse en el público de Gran Bretaña y Europa. The Kinks expandió su sonido inglés durante lo que quedaba de la década de 1960 y fusionaron el music hall y el folk, lo que creó parte de la música más influyente e importante del período.
Con Everybody's In Show-biz (1972), Ray Davies comenzó a explorar conceptos histriónicos en los álbumes de la banda; estas temáticas se manifestaron en el álbum de 1973 Preservation Act 1 y continuaron en Schoolboys In Disgrace, publicado en el año 1976. Sleepwalker (1977), que auguró su regreso al éxito comercial, presentó un estilo de producción relativamente hábil y de mainstream que se convertiría en una norma para el grupo. La banda volvió al hard rock con Low Budget (1979) y continuó realizando trabajos dentro de este género en el resto de su carrera.

## Documentación y material sin publicar
A diferencia de contemporáneos como The Beatles, cuyo legado de grabación ha sido correctamente conservado, casi no existe documentación de estudio de toda la historia de grabación de The Kinks desde la década de 1960. Se sabe con certeza que Ray Davies guarda un diario, pero todavía tiene que dar permiso para el escrutinio público de este. Pye Records, a diferencia de discográficas más grandes como lo es EMI, tiene guardada muy poco material de la banda, como cintas de sesión y acetatos, y muchas de las tomas descartadas fueron destruidas, borradas, o grabadas por la mitad de la década de 1980. Desde el periodo de la RCA en adelante, tanto la documentación como varias cintas fueron conservadas, principalmente debido a que a The Kinks se le dio licencia creativa en sus propios Konk Studios; pero, como Doug Hinman observa: «Hasta y a menos que haya algún tipo de acceso a las bóvedas de Konk Studios, este aspecto del legado de grabación de The Kinks se mantendrá lejos de ser definitivo».

## Miembros
| Músico                  | Fechas activo                                                      | Papel                                                                     |
| ----------------------- | ------------------------------------------------------------------ | ------------------------------------------------------------------------- |
| Ray Davies              | Febrero de 1964–1996                                               | Vocalista, guitarra rítmica, armónica, teclista, compositor principal     |
| Dave Davies             | Febrero de 1964–1996                                               | Armonías vocales, guitarra solista, ocasionalmente vocalista y compositor |
| Mick Avory              | Febrero de 1964–1984                                               | Batería e instrumentos de percusión                                       |
| Pete Quaife (fallecido) | Febrero de 1964 – junio de 1966, noviembre de 1966 – marzo de 1969 | Bajo, voces                                                               |
| Nicky Hopkins           | 1965–1968                                                          | Teclista (sesiones de grabación)                                          |
| John Dalton             | Junio – noviembre de 1966, abril de 1969–1976, 1978                | Bajo, voces                                                               |
| John Gosling            | 1970–1978                                                          | Teclista                                                                  |
| Andy Pyle               | 1976–1978                                                          | Bajo                                                                      |
| Gordon John Edwards     | 1978                                                               | Teclista, voces                                                           |
| Jim Rodford             | 1978–1996                                                          | Bajo, voces                                                               |
| Ian Gibbons             | 1979–1989, 1993–1996                                               | Teclista, voces                                                           |
| Bob Henrit              | 1984–1996                                                          | Batería e instrumentos de percusión                                       |
| Mark Haley              | 1989–1993                                                          | Teclista, voces                                                           |

## Discografía
| - 1964: Kinks - 1965: Kinks-Size (solo lanzado en Estados Unidos) - 1965: Kinda Kinks - 1965: Kinkdom (solo lanzado en Estados Unidos) - 1965: The Kink Kontroversy - 1966: Face to Face - 1967: Something Else by The Kinks - 1968: The Kinks Are the Village Green Preservation Society - 1969: Arthur (Or the Decline and Fall of the British Empire) - 1970: Lola Versus Powerman and the Moneygoround, Part One - 1971: Muswell Hillbillies - 1972: Everybody's in Show-Biz | - 1973: Preservation Act 1 - 1974: Preservation Act 2 - 1975: Soap Opera - 1976: Schoolboys in Disgrace - 1977: Sleepwalker - 1978: Misfits - 1979: Low Budget - 1981: Give the People What They Want - 1983: State of Confusion - 1984: Word of Mouth - 1986: Think Visual - 1989: UK Jive - 1993: Phobia |